# Спеддинг, Фрэнк
Фрэнк Гарольд Спеддинг (англ. Frank Harold Spedding; 22 октября 1902[…], Гамильтон, Онтарио — 15 декабря 1984[…], Эймс, Айова) — американский химик, принимавший участие в производстве урана для атомных бомб Манхэттенского проекта. Член Национальной академии наук США.

## Ранняя жизнь и образование
Спеддинг родился 22 октября 1902 года в Гамильтоне, Онтарио, Канада, в семье Говарда Лесли Спеддинга и Мэри Энн Элизабет (Маршалл) Спеддинг. Он стал натурализованным гражданином США через своего отца. Поступил в Мичиганский университет в 1920 году, получив степень бакалавра наук в области химического машиностроения в 1925 году и степень магистра в области аналитической химии в следующем году.
С рекомендацией Мозеса Гомберга Спеддинг подал заявку в Калифорнийский университет в Беркли для получения докторской степени. Под руководством Гилберта Льюиса Спеддинг получил степень доктора философии в 1929 году, написав диссертацию на тему «Спектры линейного поглощения в твёрдых телах при низких температурах в видимой и ультрафиолетовой областях спектра».

## Ранняя карьера
Выпуск Спеддинга совпал с началом Великой депрессии, что осложнило поиск работы. С 1930 по 1932 год Спеддинг получал Национальную исследовательскую стипендию, что позволило ему остаться в Беркли и продолжить свои исследования спектров твёрдых тел.
Во время похода по северной Калифорнии он встретил Этель Энни Макфарлейн, которая разделяла его увлечения пешим туризмом и альпинизмом.
Она родилась в Виннипеге, Манитоба, закончила Университет Саскачевана и Торонтский университет, где получила степень магистра истории. Когда они встретились, она преподавала в средней школе в Виктории, Британская Колумбия. Они поженились 21 июня 1931 года. Их дочь Мэри Энн Элизабет, родилась в 1939 году.
С 1932 по 1934 год Спеддинг работал у Гилберта Льюиса преподавателем химии. Примерно в это же время он заинтересовался химией редкоземельных элементов. Они были дорогими, и, как правило, доступны лишь в небольших количествах.
В 1933 году он получил премию Ирвинга Ленгмюра как самый выдающийся молодой химик. В награду был вручен денежный приз в размере 1000 долларов. Спеддингу пришлось занять деньги для поездки в Чикаго за премией. В Чикаго он установил важный контакт: Герберт Ньюби Маккой, бывший профессор химии Чикагского университета, предложил ему приобрести несколько фунтов европия и самария. Они были произведены в Lindsay Light and Chemical Company в качестве побочного продукта производства тория. Впоследствии Маккой рекомендовал Спеддинга Артуру Комптону.
В 1934 году Спеддинг был удостоен стипендии Гуггенхайма, что позволяло ему учиться в Европе. Первоначально он намеревался учиться в Германии у Джеймса Франка и Фрэнсиса Саймона, но они покинули Германию после прихода к власти Адольфа Гитлера в марте 1933 года. Поэтому он отправился в Кавендишскую лабораторию Кембриджского университета, где его встретил Ральф Фаулер.
Спеддинг работал с Джоном Леннард-Джонсом и посещал лекции Макса Борна. Он посетил Нильса Бора в Копенгагене и прочёл лекцию в Ленинграде.
Когда Спеддинг вернулся в Соединённые Штаты в 1935 году, Великая депрессия ещё продолжалась, и рынок труда не улучшился. Он работал доцентом в Корнеллском университете с 1935 по 1937 год. Это была ещё одна временная должность, но она позволяла ему работать с Хансом Бете.
В поисках постоянной должности он обратился в Университет штата Огайо. Оказалось, что должность уже была занята, но там он узнал о вакансии в Колледже штата Айова в Эймсе (сейчас Университет штата Айова). «Я бы не выбрал это место, — вспоминал позже Спеддинг, — но я был в отчаянии. Я подумал: я могу пойти туда и развивать физическую химию, а когда действительно откроются рабочие места, я могу перейти в другую школу».
Спеддинг занял должность доцента и заведующего кафедрой физической химии в Колледже штата Айова в 1937 году. Его усилия по созданию школы были настолько успешными, что он провел там остаток своей карьеры, став профессором химии в 1941 году, профессором физики в 1950 году, профессором металлургии в 1962 году и почётным профессором в 1973 году.

## В Манхэттенском проекте
Манхэттенский проект предусматривал создание ядерных реакторов для выработки плутония.
Этим должна была заниматься металлургическая лаборатория Чикагского университета под руководством Артура Комптона. За советом по созданию химического отдела лаборатории физик Комптон обратился к Герберту Маккою, который имел значительный опыт работы с изотопами и радиоактивными элементами. Маккой рекомендовал Спеддинга как эксперта по редкоземельным элементам, которые химически похожи на актиноиды, включающие уран и плутоний. Комптон предложил Спеддингу возглавить химический отдел металлургической лаборатории.
Из-за нехватки места в Чикагском университете Спеддинг предложил организовать часть химического отдела в Колледже штата Айова в Эймсе, где у него были коллеги, готовые помочь. Было решено, что Спеддинг будет проводить половину каждой недели в Эймсе, а половину — в Чикаго.
Первой проблемой на повестке дня был поиск урана для ядерного реактора. Единственный коммерчески доступный металлический уран производился компанией Westinghouse Electric and Manufacturing Company с использованием фотохимического процесса. Это были слитки размером с монету 25 центов, которые продавались примерно по 20 долларов за грамм. Эдвард Кройц, руководитель группы, ответственной за изготовление урана, хотел получить для своих экспериментов металлическую сферу размером с апельсин. С технологией Westinghouse это стоило бы 200 000 долларов, а на производство ушёл бы год.
Другой серьёзной проблемой была чистота урана. Примеси могли действовать как нейтронный яд и мешать работе ядерного реактора. Оксид урана, который Энрико Ферми хотел использовать для своего экспериментального реактора, содержал неприемлемо большое количество примесей. Самым эффективным способом очистки оксида урана в лаборатории было использование высокой растворимости нитрата уранила в диэтиловом эфире. Масштабирование этого процесса для промышленного производства было сложной задачей; подобное производство было потенциально взрывоопасно и пожароопасно.
Комптон и Спеддинг обратились к промышленнику Эдварду Маллинкродту из Сент-Луиса, который имел опыт работы с эфиром.
Спеддинг обсудил детали с инженерами-химиками Маллинкродта, Генри В. Фарром и Джоном Р. Рухоффом, 17 апреля 1942 года.
Новое производство создавалось в обстановке строгой секретности, тем не менее уже в середине мая 1942 года Маллинкродт представил первые экспериментальные образцы. За несколько месяцев было произведено шестьдесят тонн оксида урана высокой степени чистоты, причём предприятие Маллинкродта начало поставки ещё до подписания официального контракта с правительством.
Спеддинг нанял в свою группу двух профессоров химии из Эймса, Харли Вильгельма и И. Б. Джонса. Спеддинг и Вильгельм начали искать способы получения металлического урана из оксида. В то время он был доступен в виде порошка с сильным пирофорным эффектом. Порошок можно было прессовать, спекать и хранить в жестяных банках, но для использования его в ядерных технологиях, уран нужно было расплавить и изготовить слитки. Команда Эймса обнаружила, что расплавленный уран можно заливать в графитовый контейнер. Графит реагирует с ураном, но это не вызвало больших затруднений, потому что карбид образовывается только на соприкасающихся поверхностях.
Чтобы получить металлический уран, учёные пытались восстановить оксид урана водородом, но успеха не добились. Затем они исследовали процесс, теперь известный как Ames process, первоначально разработанный в Университете Нью-Гэмпшира в 1926 году. К сентябрю 1942 года в Эймсе был произведён слиток весом 4,980 кг (10,98 фунта). В октябре производилось уже 100 фунтов в неделю. Начиная с июля 1943 года, Mallinckrodt, Union Carbide и DuPont начали производство урана по методу Эймса, и к началу 1945 года собственное производство в Эймсе было прекращено. Лаборатория Эймса так и не переехала в Чикаго, но 2 декабря 1942 года Спеддинг присутствовал при запуске реактора «Чикагская поленница-1».
Помимо работы с ураном, лаборатория Эймса произвела 437 фунтов (198 кг) чрезвычайно чистого церия для тиглей из сульфида церия, используемых в плутониевой металлурии. Опасения по поводу ограниченности мировых запасов урана привели к экспериментам с торием, который можно облучить, чтобы получить делящийся уран-233. Для тория был разработан процесс восстановления кальцием, и было произведено около 4500 фунтов (2000 кг) металла.

## После Манхэттенского проекта
После Второй мировой войны Спеддинг основал Институт атомных исследований и лабораторию Эймса Комиссии по атомной энергии. Он руководил лабораторией Эймса с момента её основания в 1947 году до 1968 года. Первоначально она была основана на территории Колледжа штата Айова.
Кроме того, Спеддинг разработал ионообменный метод разделения и очистки редкоземельных элементов с использованием ионообменных смол. Позже он использовал ионный обмен для разделения изотопов, включая сотни граммов почти чистого азота-15.
В ноябре 1984 года Спеддинг перенес инсульт. Он внезапно умер 15 декабря 1984 года и был похоронен на кладбище в Университете штата Айова. У него остались жена, дочь и трое внуков.